# Asbjørn Kragh Andersen
Asbjørn Kragh Andersen (Strib, municipi de Middelfart, 9 d'abril de 1992) fou un ciclista danès professional des del 2012 i fins al 2022.
El 2014 va ser expulsat de la Volta a Portugal degut a una baralla amb el ciclista espanyol Vicente García de Mateos.
El seu germà Søren també competeix professionalment.

## Palmarès
- 2010
  - 1r a la Gran Premi Herning júnior
  - Vencedor d'una etapa de la Cursa de la Pau júnior
  - Vencedor d'una etapa del Sparkassen Münsterland Giro júnior
- 2011
  - Vencedor d'una etapa de la Gran Premi de Dinamarca júnior
- 2013
  - 1r a la Fyen Rundt
  - Vencedor d'una etapa de la Cursa de la Pau sub-23
- 2014
  - Vencedor d'una etapa de la Szlakiem Grodów Piastowskich
- 2015
  - 1r al Gran Premi Ringerike
  - 1r al Gran Premi Herning
  - Vencedor d'una etapa del Tour de Loir i Cher
  - Vencedor d'una etapa de la Fletxa del sud
  - Vencedor d'una etapa de la París-Arràs Tour
- 2016
  - Vencedor d'una etapa del Tour dels Fiords
- 2018
  - 1r al Tour de Loir i Cher